# Bajandaj
Bajandaj (oroszul: Баяндай) falu Kelet-Szibériában, Oroszország Irkutszki területén, az Uszty-ordinszkiji Burját körzetben. A Bajandaji járás székhelye.		
Lakossága: 2672 fő (a 2010. évi népszámláláskor).
Neve a burját баян ('gazdag') és дайда ('föld, táj, vidék') szavakból keletkezett, jelentése tehát 'gazdag vidék'.
Az Irkutszki terület déli részén, a Bajandajka folyó mentén, Irkutszk területi székhelytől 130 km-re északkeletre helyezkedik el, 65 km-re Uszty-Ordinszkij körzeti központtól. Mellette vezet az Irkutszkot és a Felső-Léna völgyét összekötő P-418 (R-418) jelű országút, és innen ágazik el délkelet felé a Jelanci járási székhelyre és a Bajkál partjára vezető alsórendű közút.
2015 szeptember elején avatták fel a település újonnan épült nagy, 240 fős óvodáját.